# Jerzy Dziadkowiec
Jerzy Dziadkowiec (ur. 7 maja 1949 w Dytmarowie) – polski kajakarz, trener, olimpijczyk z Monachium 1972.
Zawodnik klubów: Nadwiślanin Kraków oraz Zawiszy Bydgoszcz. Mistrz Polski w konkurencji K-4 na dystansie 1000 metrów w roku 1972.
Na igrzyskach olimpijskich w Monachium wystartował w konkurencji K-4 (partnerami byli: Zbigniew Niewiadomski, Zdzisław Tomyślak, Andrzej Matysiak) na dystansie 1000 metrów. Polska osada odpadła w półfinale.
Po zakończeniu kariery sportowej został trenerem. Był trenerem polskiej kadry kajakowej oraz kadry USA.